# Pevnost textilií
Pevnost textilií je odpor proti působení vnějších sil, který závisí na původu, formě (vlákno, příze, plošná textilie), způsobu, rychlosti a průběhu zatížení textilního materiálu.
Pevnost textilií se nejčastěji vztahuje k zatížení tahem, které se měří silou nutnou k přetržení materiálu. Mimo tažné pevnosti se pro určité účely posuzuje také pevnost v oděru, v ohýbání, zkroucení, rázová pevnost aj.

## Tažná pevnost
Podle mezinárodní soustavy SI je jednotkou pevnosti newton (N = m.kg.s-²). Při zkouškách tažné pevnosti dochází u všech textilních materiálů před přetržením k prodloužení, které se vyjadřuje jako tažnost v procentech.
Tažná pevnost je jedna z nejdůležitějších vlastností zejména u technických textilií.

### Pevnost vláken
Přírodní vlákna se testují zpravidla trháním ve svazku, výsledek se přepočítává na jednotlivé vlákno. Dlouho používaný systém Pressley byl u bavlny v posledních letech minulého století nahrazen poloautomatickým přístrojem HVI (High Volume Instruments), kterým se vedle pevnosti současně zkouší jemnost, obsah nečistot, vlhkost a další vlastnosti.
Pevnost umělých vláken se zjišťuje ve formě filamentu na poloautomatických trhacích strojích.
Aby se různé materiály spolu daly snadno porovnávat, uvádějí se zpravidla výsledky pevnosti v poměru k jemnosti vlákna, tzv. relativní pevnost v
{\displaystyle N \over dtex}
Tato jednotka nahradila v soustavě SI dřívější (v praxi nadále používanou) tržnou délku (kilometrickou pevnost, RKM), která udávala, kolik kilometrů daného materiálu by se přetrhlo vlastní tíhou. 1 N/dtex přibližně odpovídá 1 km tržné délky (přesně = 1,0197).

### Pevnost příze
se zjišťuje jak u staplových tak i u přízí z nekonečných vláken na trhacím přístroji, kde se v principu zatěžují jednotlivé niti až k přetrhu.
Tahová síla v newtonech se zpravidla přepočítává na poměrnou pevnost
{\displaystyle cN \over {tex}}
Tato jednotka odpovídá přibližně 1 km dřívější tržné délky.
Pevnost staplových přízí dosahuje jen 50-70 % pevnosti vláken, ze kterých jsou vyrobeny.

### Pevnost plošných textilií
Tažná pevnost se testuje na stejných přístrojích jako příze, do svorek se upíná proužek tkaniny nebo pleteniny zpravidla 50 mm široký. Výsledek testu se udává v Newtonech (N).
K normovaným zkušebním metodám patří: 
| Metoda                         | Norma               | Použitelnost                                                                                     |
| ------------------------------ | ------------------- | ------------------------------------------------------------------------------------------------ |
| Strip                          | ČSN EN ISO 13 934-1 | tkaniny z konvenčních materiálů (bez uhlíkových, skleněných vláken, bez příze z fóliových pásků) |
| Grab                           | ČSN EN ISO 13 934-2 | vzorek 25 x 25 mm                                                                                |
| pevnost a tažnost pletenin     | ČSN 800810          | osnovní i zátažné pleteniny (jen v ČR)                                                           |
| pevnost a tažnost netkaných t. | ČSN EN 29073-3      | častější je lichoběžníková metoda                                                                |

Mimo tažné pevnosti se u plošných textilií často zkouší pevnost v natržení, pevnost v průtlaku kuličkou, pevnost oděru aj.

### Poměrná pevnost v MPa
Pro materiály, u kterých se dá přesně zjistit plocha průřezu vlákna (prakticky jen pro umělá vlákna) se tažná pevnost udává také v poměru k ploše jednotkou pascal (Pa = N / m²), resp. megapascal (MPa).
Pro poměr k tržné délce (RKM) platí vztah:
{\displaystyle RKM={MPa \over {\rho \cdot g}}} [km]
- {\displaystyle MPa} je poměr pevnosti k ploše
- ρ hustota [kg/m3]
- g je tíhové zrychlení na povrchu Země [m/s2][7]

Poměr tažné pevnosti k ploše průřezu u vybraných druhů vláken:
| Druh vlákna        | Tažná pevnost cN/tex | Druh vlákna     | Tažná pevnost cN/tex | Tažná pevnost MPa |
| acetát             | 15                   | S-sklo          | 183                  | 4 500             |
| vlna               | 20                   | Kevlar (aramid) | 240                  | 3 400             |
| dlouhovlák. bavlna | 45                   | polyethylen     | 270                  | 2 570             |
| přírodní hedvábí   | 50                   | uhlíkové vlákno | 360                  | 6 400             |
| len                | 70                   | M5 (PIPD)       | 510                  | 8 500             |
| polyamid           | 81                   | nanotrubičky    | 4 800                | 63 000 x)         |

Pro srovnání: U lanové oceli se uvádí tržná délka 19,6 km a poměrná pevnost 1 500 MPa.
x) Pevnost nanotrubiček byla měřena pokusně, výsledky nebyly zatím potvrzeny.

## Pevnost v tlaku

### Pevnost vláken
Pevnost v tlaku je maximální síla, pod kterou vlákno může zůstat bez přetržení.
Výpočet:   {\displaystyle CS={F \over {A}}} [GPa]
kde CS = pevnost v tlaku (GPa), F = tlak (N) a A = plocha průřezu (mm²).
Vlastní měření tlakových vlastností se provádí na trhacím stroji s upravenou geometrií čelistí pro tlakové zkoušky (tak zvané reverzory).
Pevnost v tlaku a tažná pevnost u vysoce výkonných vláken:
| Materiál            | Značka             | Hustota (g/cm³) | Pevnost v tlaku (GPa) | Tažná pevnost (GPa) |
| ------------------- | ------------------ | --------------- | --------------------- | ------------------- |
| oxidová keramika    | Nextel 610         | 3,90            | 6,90                  | 2,80                |
| neoxidová keramika  | Nicalon            | 2,55            | 3,10                  | 2,80                |
| bor                 | Borsic             | 2,6             | 5,90                  | 3,60                |
| PIPD                | M5                 | 1,70            | 1,70                  | 3,96                |
| carbon z PAC        | Toray M60J         | 1,93            | 1,67                  | 3,82                |
| carbon z pryskyřice | Solvay Tomel       | 2,13            | 0,48                  | 2,40                |
| para-aramid         | Kevlar             | 1,47            | 0,46                  | 3,45                |
| PBO                 | Zylon              | 1,56            | 0,41                  | 5,80                |
| polyethylen         | Spectra            | 0,97            | 0,17                  | 3,68                |
| polyamid            | Nylon              | 1,14            | 0,10                  | 0,61                |
| polyester           | Dacron, Trevira aj | 1,39            | 0,09                  | 1,20                |